# Middelste wesp
De middelste wesp (Dolichovespula media) is een insect uit de familie van de plooivleugelwespen (Vespidae). De wesp komt van nature voor in Midden-Europa. De middelste wesp is alleen dicht bij het nest agressief.
De middelste wesp lijkt sterk op de kaalhoofdige hoornaar, maar deze komt alleen voor in Noord-Amerika, Alaska en Canada. Ook lijkt de middelste wesp veel op de Europese hoornaar, maar deze is duidelijk slanker van bouw.
De middelste wesp is te zien van april tot half september. De werksters verschijnen vanaf eind mei en de nieuwe generatie koninginnen een mannetjes zijn er vanaf eind juli.

## Kenmerken
De koningin wordt 18-22 mm lang, werksters en mannetjes 15-19 mm. De middelste wesp is variabel van kleur, van roodgeel tot bijna zwart. Ook bij wespen uit hetzelfde nest kan de kleur variabel zijn. De wesp heeft gele vlekken in de vorm van zevens op de zijkant van het borststuk. De koningin heeft een rode tekening op het borststuk. Werksters en mannetjes zijn meestal zwart met een smalle, gele tekening. Er zit een geheel geelgekleurde ooguitholling aan de binnenkant van de facetogen. Op de ongeveer een derde van boven zit er op de clypeus een zwarte ovaal, die vaak naar boven loopt met een klein zwart bandje. 
De werkers voeden zich met nectar, maar de koningin en de larven worden gevoed met insecten zoals vliegen en andere wespen.
Het lichtgrijze, gemarmerde nest hangt gewoonlijk in een boom, struik of onder een dakrand en wordt gemaakt van populierenhout. Het heeft maximaal een doorsnede van 31 tot 27 cm en is meestal hoger dan breed. Het nest heeft dan tot 1800 cellen en bevat 900-1700 wespen, larven en eitjes, waarvan maximaal 200 werksters. In augustus sterft het volk. De koningin overwintert.

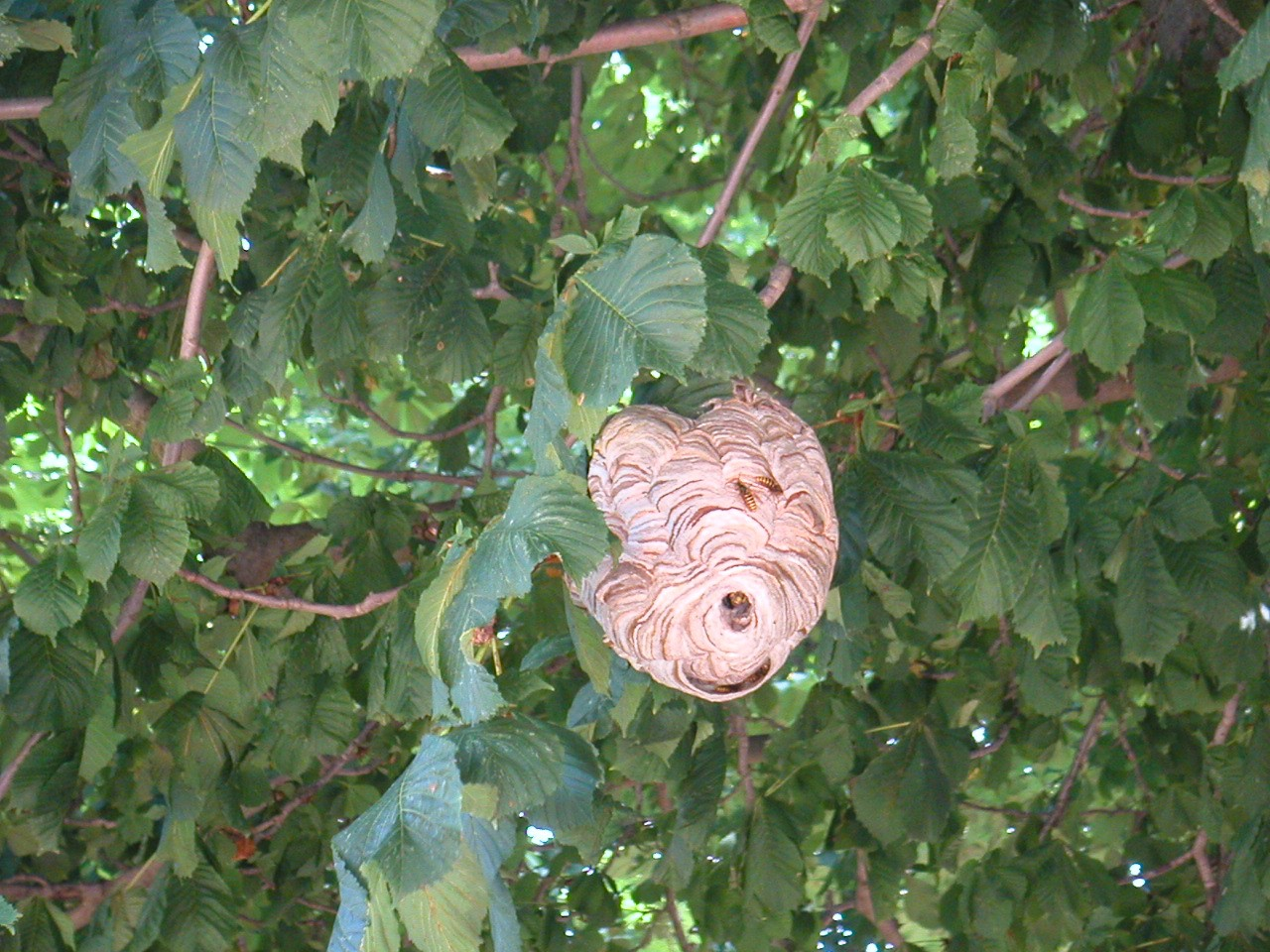
Nest